# Schoenlandella rufator
Schoenlandella rufator är en stekelart som först beskrevs av Per Abraham Roman 1915.  Schoenlandella rufator ingår i släktet Schoenlandella och familjen bracksteklar. Inga underarter finns listade i Catalogue of Life.